# Comuna Oblapî, Kovel
Oblapî (în ucraineană Облапи) este o comună în raionul Kovel, regiunea Volînia, Ucraina, formată din satele Mîslîna și Oblapî (reședința).

## Demografie
Componența lingvistică a satului Oblapî
     Ucraineană (98,96%)
     Alte limbi (1,04%)
Conform recensământului din 2001, majoritatea populației satului Oblapî era vorbitoare de ucraineană (98,96%), existând în minoritate și vorbitori de alte limbi.